# Geogarypus canariensis
Geogarypus canariensis es una especie de arácnido del orden Pseudoscorpionida de la familia Geogarypidae.

## Distribución geográfica
Se encuentra en Marruecos.